# الدوري المغربي لكرة القدم 1992–93
الدوري المغربي لكرة القدم 1992-1993 هو الموسم 37 من البطولة الوطنية المغربية لكرة القدم. يتنافس خلاله 16 من أفضل الأندية الوطنية المغربية. توج بهذا الموسم فريق الوداد البيضاوي.